# Lophanthera
Lophanthera é um gênero de arbustos e árvores pertencente à família Malpighiaceae que apresenta cinco espécies reconhecidas.
Quatro desssas espécies são nativas da Amazônia e presentes no Brasil, sendo três delas endêmicas no país.
A outra espécie é nativa da Costa Rica.
As espécies amazônicas ocorrem em Florestas de Igarapó e Florestas Ombrófilas.
Suas inflorescências são do tipo rácemo com pétalas de coloração amarela, rosea, ou branca.
O gênero foi descrito pela primeira vez pelo botânico francês Adrien Henri Laurent de Jussieu no 13º volume da publicação "Annales des Sciences Naturelles; Botanique" no ano de 1840.
O nome Lophanthera tem origem da palavra grega lophos, que significa crista, e da palavra latina anthera, que significa antera, referindo-se as alas laterais presentes nos lóculos de cada uma de suas anteras.

## Morfologia

### Geral
Suas estípulas são do tipo epipeciolar, de dois terços a completamente conadas e persistentes no pecíolo.
Suas folhas apresentam glândulas no pecíolo e/ou na face abaxial da lâmina foliar.
Seus frutos são tricocas com uma quilha dorsal ou arredondados e lisos.

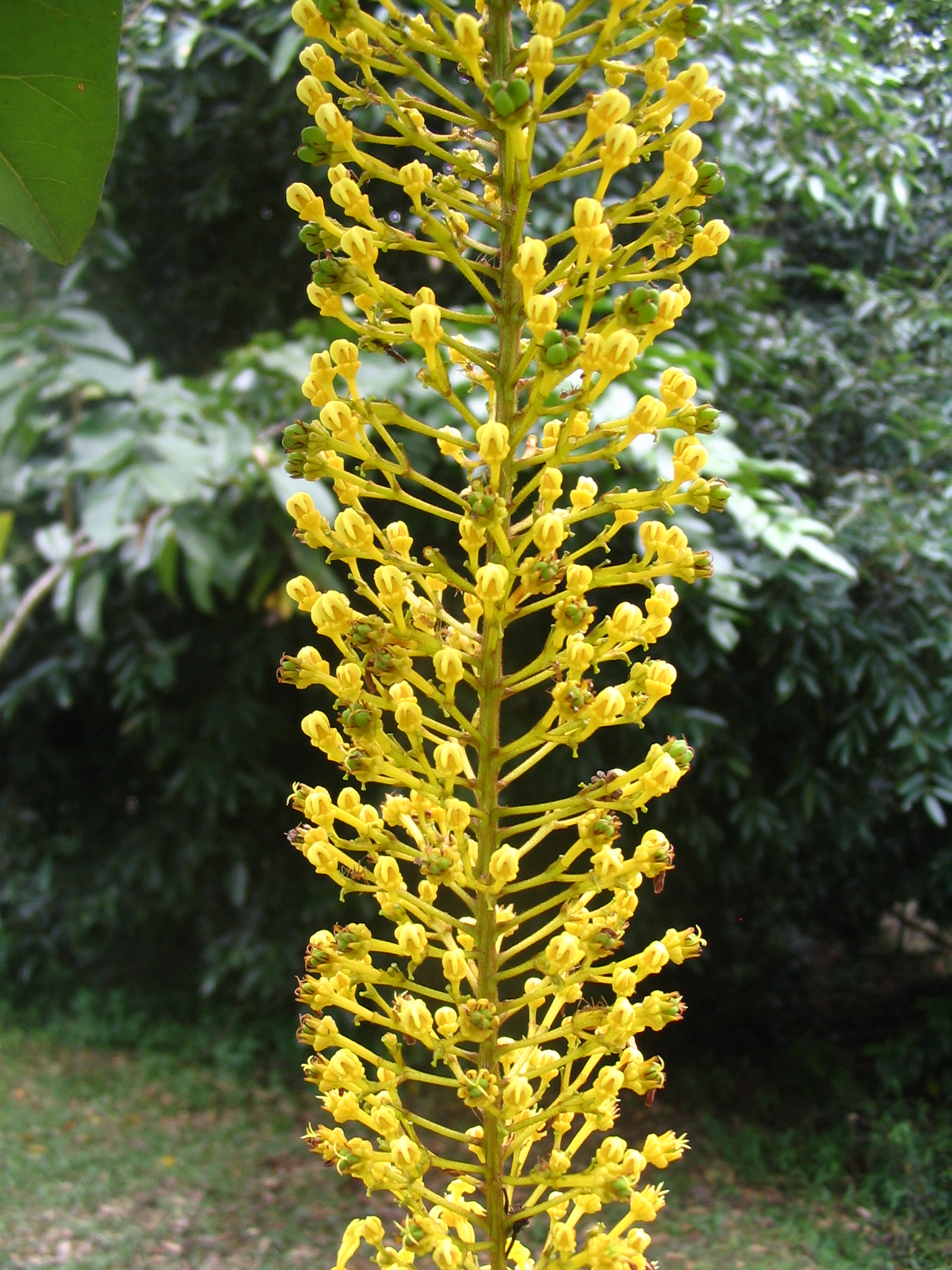
Inflorescência de L. lactescens.

### Inflorescência
Sua inflorescência é um rácemo do tipo não ramificado terminal, geralmente pendente com cincínio ou dicásio, ou pseudoracemo com cincínio unifloro.
Seu pedúnculo é bem desenvolvido.
Suas bractéolas são persistentes e uma ou mais delas apresentam uma grande glândula terminal ou abaxial.
Suas sépalas são todas biglandulares ou apresentam de uma a quatro glândulas nas sépalas posteriores.
A corola possui a pétala posterior diferenciada das quatro laterais.
As pétalas apresentam coloração amarela, rósea ou branca; são glabras ou esparsamente pilosas na margem.
Seus estames são glabros.
Seus filetes são livres ou conados na base.
Os filetes próximos à sépala posterior são maiores do que aqueles próximos à pétala posterior.
Suas anteras são semelhantes e possuem os lóculos externos com alas laterais.
Os ovários são tricarpelares e conados.
Cada flor possui três estiletes e eles são delgados e subulados com estigmas pequenos.

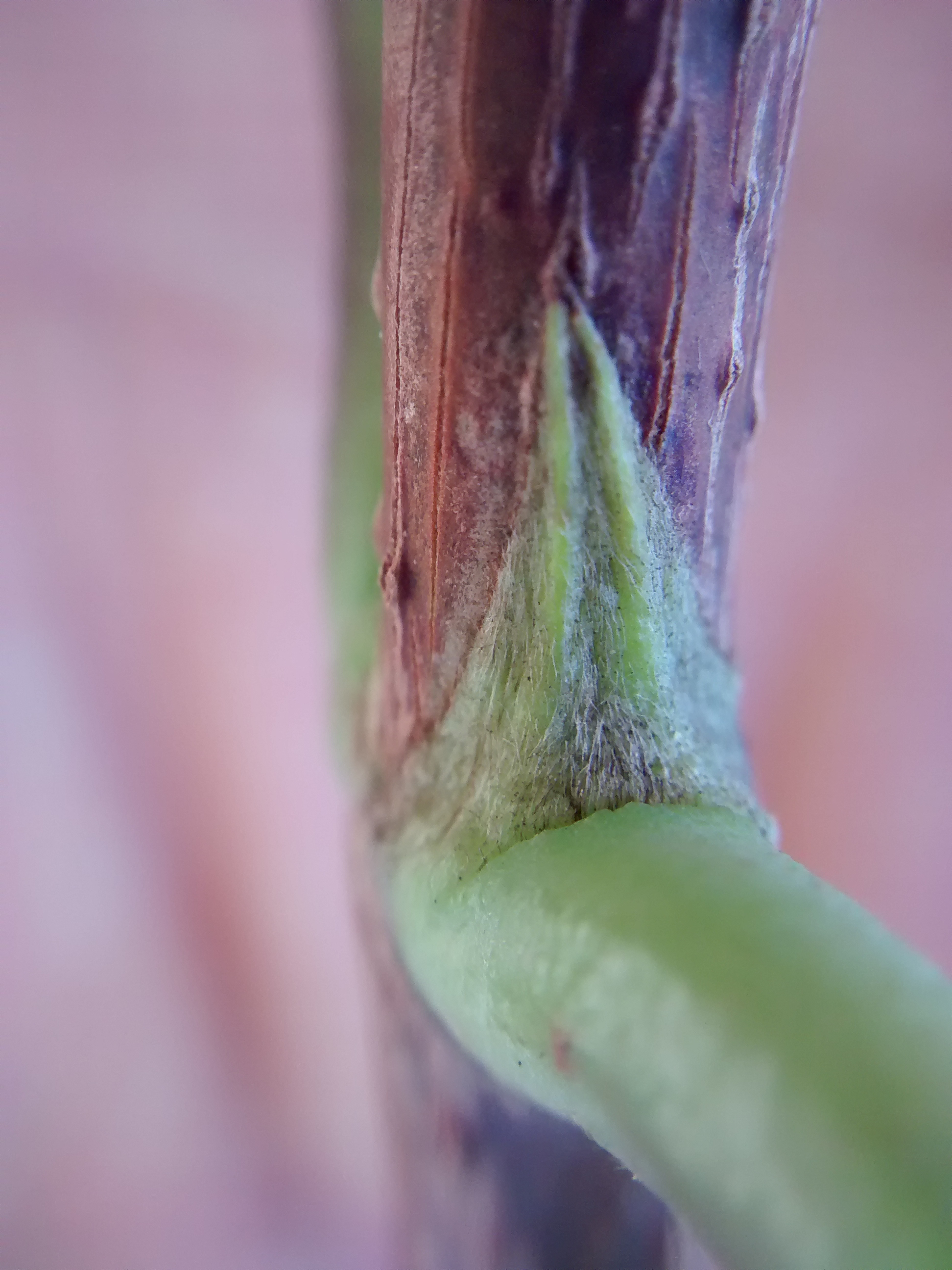
Macro de estípula de L. lactescens.

## Espécies
- L. hammelii W.R.Anderson
- L. lactescens Ducke
- L. longifolia (H.B.K.) Griseb.
- L. pendula Ducke
- L. spruceana Nied.